# 클로즈-캄푸사노 LQG
클로우시캄푸사노 LQG(CCLQG, LQG 3 및 U1.28)는 34개의 퀘이사로 구성되어 있으며, 그 넓이는 약 20억 광년이다.
그것은 관측 가능한 우주에서 가장 큰 것으로 알려진 상부 구조 중 하나이다.
그것은 더 큰 Hige-LQG 근처에 위치해 있다. 그것은 1991년 천문학자 로저 클로우즈와 루이스 캠퍼사노에 의해 발견되었다.

## 특성
95억 광년 떨어진 거리에 놓여 있는 CCLQG는 한 지역에 걸쳐 약 20억 광년, 약 10억 광년 넓이의 34개의 개별 쿼서
(초거대 블랙홀에 의해 구동되는 고광력 활성 은하핵)의 우주 디커플링으로, 가장 크고 이국적인 우주 구조 중 하나가 된다.관측할 수 있는
우주에 소유하다 평균 1.28의 적색 편차 때문에 U1.28로 명명되었으며, 레오 별자리에 위치해 있다.
일 년 내내 태양이 여행하는 것처럼 보이는 선인 황기(黃氣)에 위치해 있어 눈에 띄기도 했다.
그것은 2012년에 발견된 73개의 퀘이사로 구성된 그룹인 Huge-LQG로부터 18억 광년 떨어져 있었다.

거대한 LQG와 근접해 과학자들의 관심을 끌고 있다.
첫째, 후게-LQG와 매우 가까웠기 때문에 두 개의 LQG가 위치한 지역은 크기와 적십자가 같은 우주의 다른 지역과 비교했을 때 다른, 즉 "울퉁불퉁한" 지역이다.
둘째로, 그들의 가까운 위치 때문에, 이 두 구조물은 그 자체로 정말 하나의 구조물이며, 은하의 간 필라멘트로만 연결되어 있다는 주장이 제기되었지만,
그러한 증거는 발견되지 않았다.

## 같이 보기
- CfA2 장성
- 은하 필라멘트
- 헤라클레스자리-북쪽왕관자리 장성
- 관측 가능한 우주
- 물고기자리-고래자리 복합 초은하단